# Causus
Causus är ett släkte av ormar som ingår i familjen huggormar.
Arterna är små och smala med en längd upp till 60 eller sällan 70 cm. De förekommer i Afrika söder om Sahara och vistas i olika habitat som gräsmarker, skogar eller träskmarker. Släktets medlemmar jagar huvudsakligen paddor och andra groddjur. Ormarnas bett är giftigt men det medför sällan allvarliga skador hos människor. Honor lägger ägg.
Arter enligt Catalogue of Life:
- Causus bilineatus
- Causus defilippii
- Causus lichtensteinii
- Causus maculatus
- Causus resimus
- Causus rhombeatus

The Reptile Database listar ytterligare en art:
- Causus rasmusseni